# Sada Diallo
Sada Diallo (22 juli 2002) is een Belgisch voetballer van Guinese afkomst die onder contract ligt bij Union Sint-Gillis.

## Clubcarrière
Diallo begon met voetballen in zijn geboorteland Guinee. Toen hij als tiener naar België verhuisde, sloot hij zich aan bij Stade Brainois. Via Sporting Charleroi, waar hij bij de U18 begon, belandde hij uiteindelijk bij RWDM. Daar ondertekende hij in oktober 2021 zijn eerste profcontract.
Op 12 augustus 2022 maakte Diallo zijn officiële debuut in het eerste elftal van RWDM: op de openingsspeeldag van het seizoen 2022/23 liet trainer Vincent Euvrard hem tegen Excelsior Virton in de slotfase invallen voor Ibrahima Sory Sankhon. Een week later kreeg hij ook een handvol minuten tegen FCV Dender EH. Op speeldagen drie en vier liet Euvrard hem tegen respectievelijk Club NXT en RSCA Futures een kwartier voor tijd invallen. Eind september kreeg hij ook nog speelminuten in de bekerwedstrijd tegen KSV Oudenaarde: kort nadat de 3-0-eindstand op het scorebord kwam te staan liet Euvrard hem invallen voor Barreto.
In december 2022 werd Diallo door RWDM voor de rest van het seizoen uitgeleend aan Francs Borains, dat op dat moment achtste stond in Eerste nationale. Met Tracy Mpati en Corenthyn Lavie kwam hij er twee spelers tegen die in het seizoen daarvoor nog voor RWDM speelden. Daar vergaarde hij veel speelminuten. Op het einde van het seizoen dwong hij met de club promotie naar Eerste klasse B af.
Op 5 augustus 2023 maakte Diallo zijn debuut in de Jupiler Pro League: op de tweede competitiespeeldag liet trainer Cláudio Caçapa hem in de 1-2-zege bij Oud-Heverlee Leuven in de blessuretijd invallen voor Alexis De Sart. Twee weken later, op 20 augustus, kreeg hij in allerijl zijn eerste basisplaats in de Jupiler Pro League nadat Jonathan Heris kort voor de aftrap geblesseerd raakte. Diallo, die als verdediger depanneerde, kende een zeer moeilijke eerste helft en kreeg al na een halfuur een gele kaart onder de neus geduwd. Caçapa wisselde de Guinese Belg bij de rust, ondanks het feit dat het toen 'slechts' 2-1 stond (de einduitslag was 7-1). Diallo kwam daarna niet meer verder dan vier invalbeurten bij RWDM, dat op het einde van het seizoen 2023/24 weer naar Eerste klasse B degradeerde.
In juni 2024 stapte Diallo transfervrij over naar stadsgenoot Union Sint-Gillis, waar hij weliswaar werd aangetrokken voor het beloftenelftal in de Tweede afdeling.

## Clubstatistieken
| Seizoen         | Club             | Land            | Competitie       | Competitie | Competitie | Beker | Beker | Supercup | Supercup | Europees | Europees | Totaal | Totaal |
| Seizoen         | Club             | Land            | Competitie       | Wed.       | Dlp.       | Wed.  | Dlp.  | Wed.     | Dlp.     | Wed.     | Dlp.     | Wed.   | Dlp.   |
| --------------- | ---------------- | --------------- | ---------------- | ---------- | ---------- | ----- | ----- | -------- | -------- | -------- | -------- | ------ | ------ |
| 2022/23         | RWDM             | Vlag van België | Eerste klasse B  | 4          | 0          | 1     | 0     | —        | —        | —        | —        | 5      | 0      |
| 2022/23         | → Francs Borains | Vlag van België | Eerste nationale | 18         | 1          | 0     | 0     | —        | —        | —        | —        | 18     | 1      |
| 2023/24         | RWDM             | Vlag van België | Eerste klasse A  | 6          | 0          | 0     | 0     | —        | —        | —        | —        | 6      | 0      |
| Carrière totaal | Carrière totaal  | Carrière totaal | Carrière totaal  | 28         | 1          | 1     | 0     | 0        | 0        | 0        | 0        | 29     | 1      |

Bijgewerkt op 25 juni 2024.
1 Chambaere ·
4 Rasmussen ·
5 Mac Allister ·
6 Van De Perre ·
7 Kabangu ·
8 Lazare ·
9 Ivanović ·
10 El Hadj ·
11 Teklab ·
12 David ·
13 Rodríguez ·
14 Imbrechts ·
15 Traoré ·
16 Burgess ·
19 François ·
21 Castro-Montes ·
23 Boufal ·
24 Vanhoutte ·
25 Khalaili ·
26 Sykes ·
27 Sadiki ·
28 Machida ·
48 Leysen ·
49 Moris  ·
77 Fuseini ·
85 Dony ·
Coach: Pocognoli
· Assistent-coach: Meert
· Assistent-coach: Kopyt
· Keeperstrainer: Hermans